# علي الكندري
علي الكندري، من مواليد 12 مارس 1985 في الكويت، لاعب كرة قدم كويتي.
و قد بدأ باللعب مع نادي القادسية الكويتي في عام 2004، وقد سجل هدف في نهائي كأس الخرافي 2004/2005 أمام نادي الكويت.
و في يوم 21 نوفمبر 2007 تردد بأن نادي التضامن الكويتي يريد التعاقد معه لتعويض غياب المهاجم فهد الرشيدي ، وفي يوم 22 يونيو 2008 وافق نادي القادسية الكويتي على انتقاله إلى نادي التضامن الكويتي ، وفي 26 يونيو 2008 انتقل رسميا إلى نادي التضامن الكويتي بنظام الإعارة، وقد بلغت قيمت الصفقة 13 ألف دينار كويتي.

## إنجازاته
- كأس ولي العهد(2) : 2004/2005 و 2005/2006.
- كأس الخرافي (1) : 2005/2006.
- كأس الخليج للأندية (1) : 2005/2006.
- كأس الأمير (1) : 2006/2007.
- كأس الاتحاد الكويتي (1) : 2007/2008

## روابط خارجية
- علي الكندري على موقع ناشيونال فوتبول تيمز (الإنجليزية)